# Cnemaspis dilepis
Espèce
Synonymes
- Cnemaspis quattuorseriatus dilepis Perret 1963

Cnemaspis dilepis est une espèce de geckos de la famille des Gekkonidae.

## Répartition
Cette espèce est endémique du Cameroun.

## Publication originale
- Perret, 1963 : Les Gekkonidae du Cameroun, avec la description de deux sous-espèces nouvelles. Revue Suisse de Zoologie, vol. 70, no 1, p. 47-60.